# Натуризм

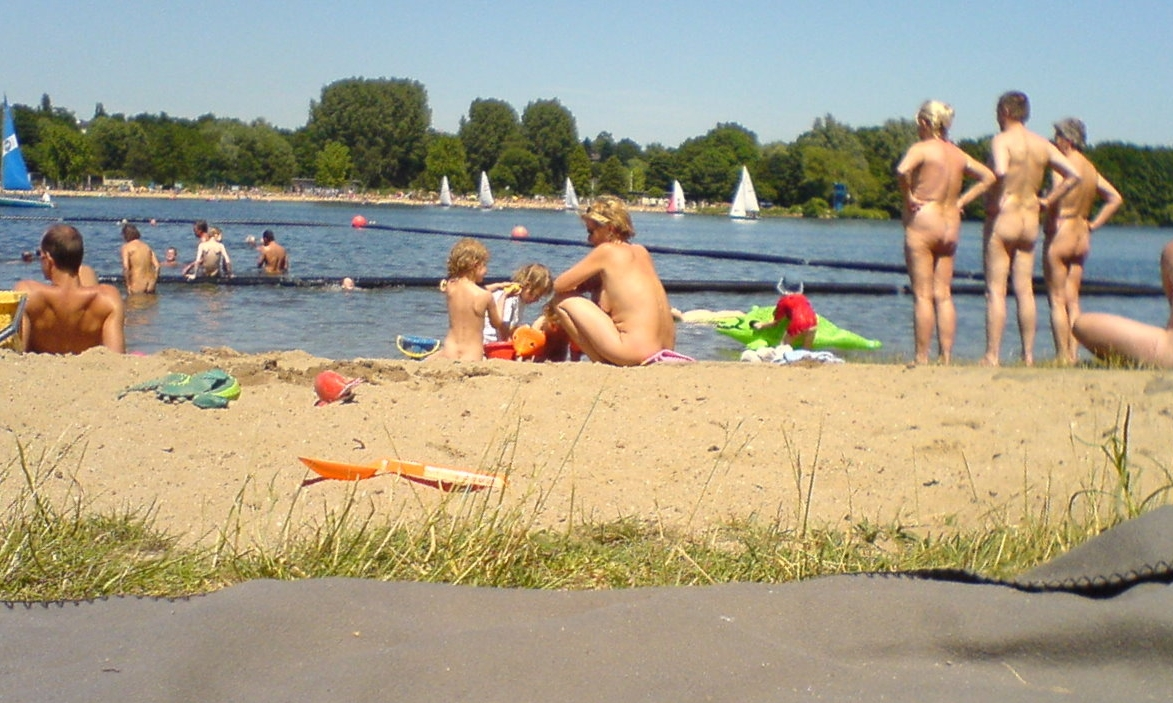
Натуристы на пляже

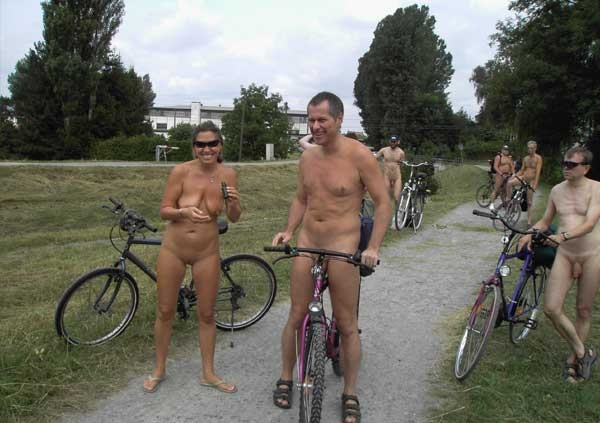
Натуристы на велосипедной прогулке

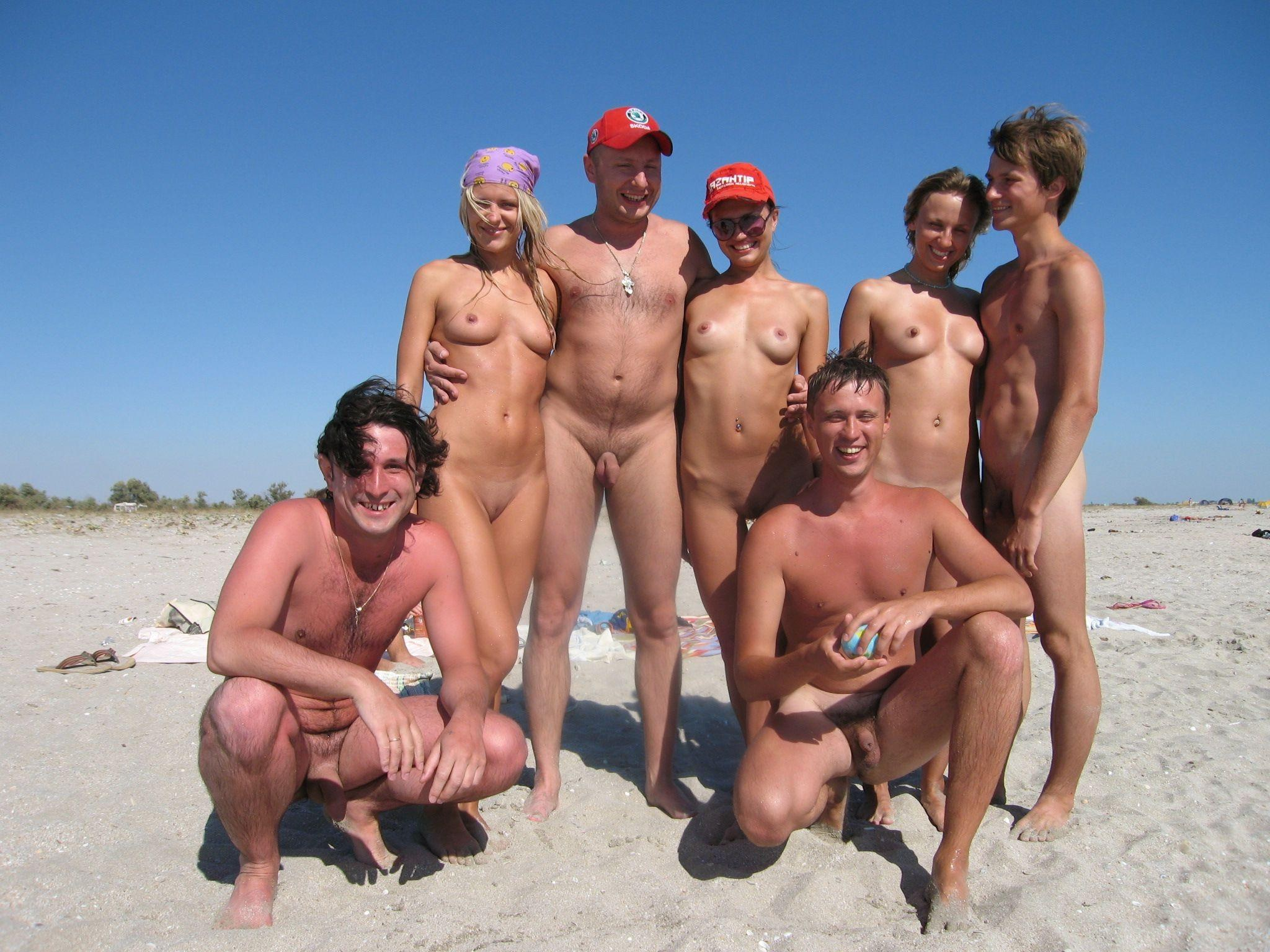
Натуристы в Крыму, 2008 год

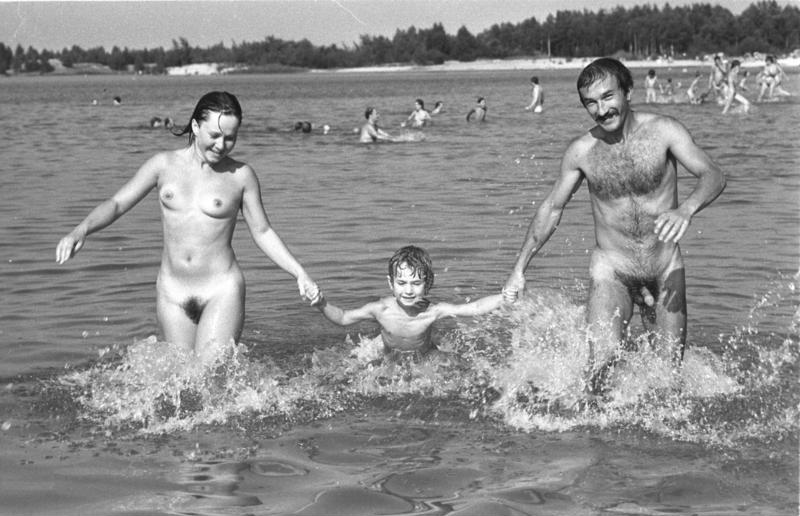
Обнажённая семья на озере Зенфтенбергер-Зе. ГДР, 1983 год

Натури́зм (от лат. natura — «природа») — это образ жизни в гармонии с природой, характеризующийся практикой наготы в сообществе, с целью развития уважения к себе, другим людям и природе. Сами натуристы позиционируют его как философию жизни в гармонии с природой. Слово «натуризм» входит в названия международных организаций, таких как Международная федерация натуризма (англ. International Naturist Federation, INF), работающая под эгидой ЮНЕСКО.
С натуризмом часто отождествляют нуди́зм (от лат. nudus «обнажённый»), так как наиболее заметным атрибутом натуризма является отсутствие одежды. Этот термин нередко используется в словарях и литературе как синоним понятия «натуризм», однако сами участники движения проводят между ними границу: в основе действий нудистов отсутствует какая-либо общая философия, обосновывающая наготу, большинством нудистов движет лишь ощущение комфорта, появляющееся при освобождении от одежды.
Одним из ярких элементов натуризма является совместный отдых мужчин и женщин без купальных костюмов на специальных нудистских пляжах. Однако практикуются и иные варианты «голой» активности, например, походы, занятия спортом, фестивали, посещение саун. Ключевыми моментами являются участие лиц обоих полов и запрет любых действий сексуального характера. Субкультура нудизма популярна в некоторых странах, особенно в Западной Европе; адептов в России сравнительно немного. Консенсусного общественного мнения о пользе или вреде натуризма пока нет.

## История натуризма
Нагота с давних времён носила сакральный характер. В античности занятия спортом проводили обнажёнными, и от соответствующего слова (греч. γυμνός, гимнос — «обнажённый») происходят слова «гимнастика» и «гимназия» (изначально — место для тренировок и занятий спортом). Некоторые языческие обряды выполнялись в обнажённом виде. Например, можно упомянуть обычай, связанный с обороной от внешней угрозы (нападения или болезни): обнажённые женщины ночью впрягались в плуг и пропахивали борозду вокруг селения. Античные авторы со времён Александра Македонского описывают индийских аскетов-джайнистов, отвергавших одежду и потому прозванных греками гимнософисты (греч.  — «нагие мудрецы»). В современной Индии имеется религиозная группа дигамбаров («одетых светом», «воздухом»), ветвь джайнизма, у которых нагота служит символом освобождения от мира смертных. С принятием христианства, с его отрицанием телесного, культ наготы был забыт. В Новое время (начиная со времён Возрождения) были попытки воскресить его как символ разрыва с традицией плотоумерщвления и возвращения к природе.
Натуризм зародился в Германии в начале XX века под названием «культура свободного тела». Основателем современного натуризма можно считать французского учёного-географа и анархиста Элизе Реклю (фр. Elisée Reclus; 1830—1905), который до немцев предлагал использовать наготу в социальных целях. Он отмечал гигиенические достоинства наготы с моральной и с физиологической точки зрения, и размышлял о её перспективах в истории и географии культур. В своей книге «Человек и Земля» (1905) он, в частности, пишет:

Вопрос одежды и наготы является важным с точки зрения физического здоровья, искусства и морали: мне просто необходимо выразить свои мысли, так как невозможно все время уходить от этой дискуссии. Это совсем недавнее завоевание свободы человека: ведь не так ещё давно любое сомнение в необходимости одежды было бы отброшено как нападки на моральные устои общества …
Правильней было бы ставить вопрос так: что лучше для здоровья и гармоничного развития человека в физическом и моральном плане? Любой врач вам ответит: нагота полезней. Известно, например, что кожа восстанавливает свою жизненную энергию, если её беспрепятственно подставлять воздуху, свету и природным элементам. Ничто не мешает потовыделению, все органы восстанавливают свои функции; кожа становится мягкой и упругой и теряет бледность, как растение, лишенное света. Эксперименты показывают, что когда кожа лишена света, количество красных кровяных телец уменьшается вместе с гемоглобином. То есть, жизнь становится менее интенсивной. Это лишнее доказательство тому, что прогресс цивилизации не всегда является таковым, а требует научного исследования.

В Германии первым идеологом движения за обнажение стал Генрих Пудор, написавший книги «Нагие люди. Ликование будущего» и «Культ наготы». В них содержалось обоснование идеи «свободного культуризма», который был направлен на обеспечение гармонии в развитии души и тела, необходимые для формирования «совершенного человека нордической расы». Хотя это движение изначально носило мирный характер, оно распространилось в среде нацистского офицерства, получив названия «нудокультуризм» и «нудонацизм».
Первое нудистское общество, носившее название «Тифаль», было основано Рихардом Унгевиттером, автором книги «Нагота». Общество проповедовало здоровый образ жизни: отказ от курения, алкоголя и мясной пищи, занятия гимнастикой. Провозглашалась цель возвращения человека к природному укладу жизни, свободному от извращений, связанных с подавлением его естественных потребностей. Членами общества была основана первая нудистская база отдыха близ Гамбурга. Общественные организации нудистов были созданы в Берлине (1910 год) и в Штутгарте (1911 год).
Распространившись вначале среди студенческой молодёжи, с 1920-х годов получил известность во многих странах Европы, а также в США, Канаде, Новой Зеландии и некоторых других, были созданы национальные федерации натуризма.
В Германии развитие нудизма продолжилось после Второй Мировой войны и достигло наибольшего расцвета в ГДР семидесятых и восьмидесятых годов.
В Скандинавии становление нудизма связано с именем Сорена Соренсена, который в 1936 году создал нудистскую базу отдыха на острове близ Копенгагена и основал первый в Скандинавии нудистский клуб «Солнечный спорт Севера». Во Франции нудизм пропагандировали врачи Гастон и Андре Дюрвиль, которые занимались изданием журнала «Жить мудро», являлись основателями курорта «Гелиополис» и Института натуризма и пропагандистами таких методов лечения как гидротерапия и гелиотерапия.
В России идеологом нудистского отдыха являлся Максимилиан Волошин, автор трудов «Блики. Нагота» (1910) и «Блики. Маски. Нагота» (1914) и основатель нудистских пляжей в Крыму. В первые годы советской власти, до прихода во власть Сталина в начале 1920-х годов, натуризм также был довольно распространён: даже проводились обнажённые шествия по улицам городов, в том числе Москвы. Ленин считал, что в движении нудистов есть «здоровое пролетарское начало».
В 1953 году основана Международная федерация натуризма (INF), работающая под эгидой ЮНЕСКО.

## Теория и практика натуризма

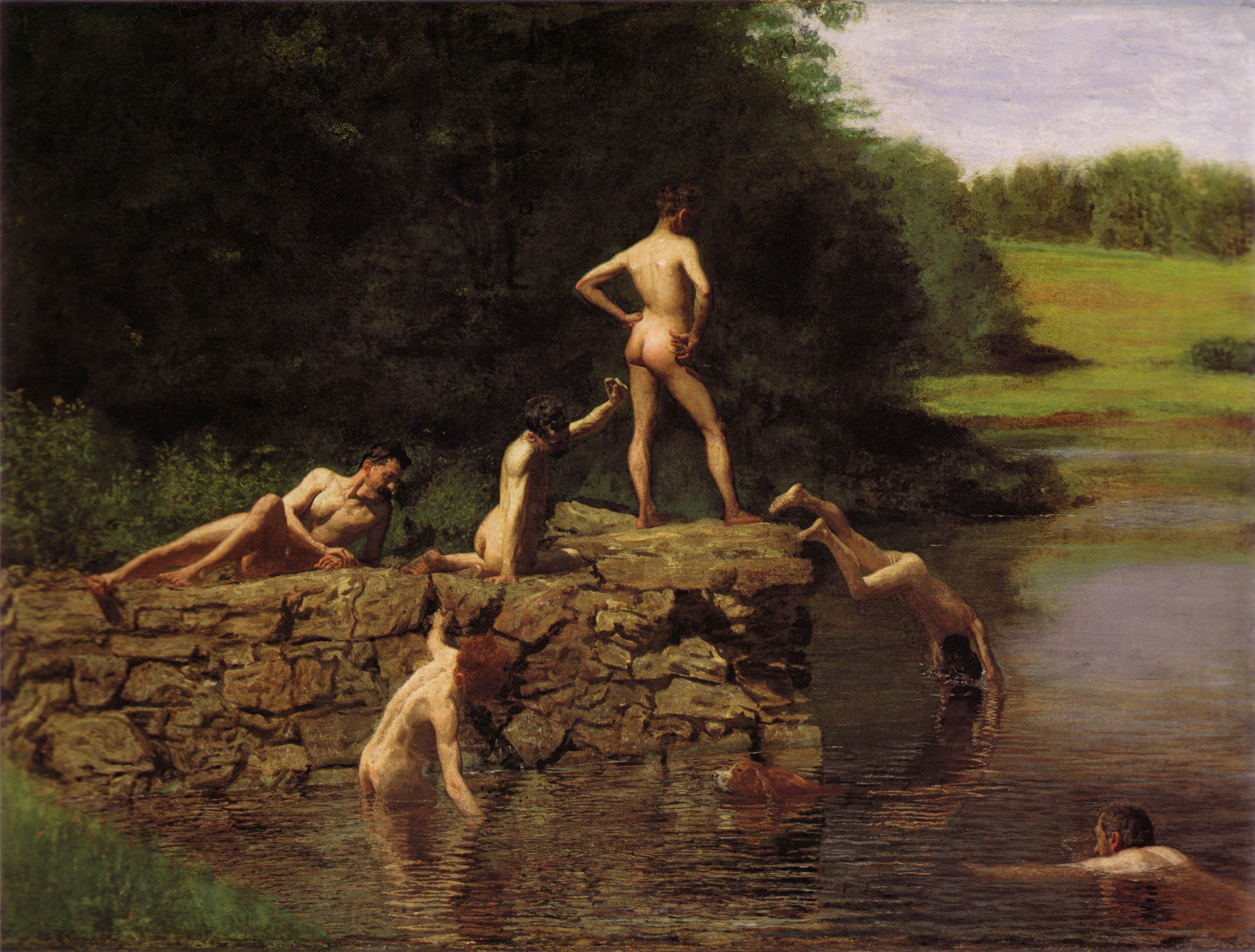
Т. Икинс. «Место для купанья», 1885 год

Чтобы не смущать других людей наготой, натуристы организуют отдельные пляжи, бассейны и спортивные площадки, в декларируемых уставах и на практике натуристы строго следят за соблюдением принципов этики человеческих отношений. Тем не менее, нудистские мероприятия могут привлекать вуайеристов и эксгибиционистов.
Нагота в натуризме обычно не является самоцелью, натуризм включает в себя:
- заботу о своём здоровье (отказ от вредных привычек, навязываемых обществом);
- внимание к окружающим и борьба за право человека вести здоровый образ жизни;
- заботу об окружающей среде, поддержание экологии. Многие натуристы являются членами партий зелёных или различных экологических движений.

### Положительные эффекты
- Работа над страхом перед людьми. Без одежды люди зачастую чувствуют себя беззащитными[7], поэтому, обнажаясь, люди подают окружающим сигнал, что доверяют им, что может создать атмосферу доброжелательности и открытости.
- Люди становятся более чувствительными к окружающей среде. Очень неприятно, например, ходить босиком по окуркам или разбитым бутылкам, будь то на пляже, на туристском маршруте или где-то ещё. Прекращая защищать себя одеждой от окружающей среды, люди острее чувствуют её загрязнение.

### Отрицательные эффекты
- Ультрафиолетовое излучение, по некоторым данным, ускоряет процессы старения кожи, а воздействие прямых солнечных лучей, особенно на определённые части тела, существенно повышает вероятность заболеть раком[8]. Впрочем, способность плавок или купальника защищать тело от ультрафиолетовых лучей поставлена под сомнение.
- Практика натуризма нередко вызывает негативную реакцию со стороны непричастных к ней людей, так как демонстрация органов выделения связана с чувством стыда[7] и табуирована во многих современных этических системах. Недоумение может вызвать также то, что обнажённое тело демонстрируется без прямой привязки к удовлетворению сексуальных желаний.

## Современные элементы натуризма
Субкультура натуризма (нудизма) включает в себя различные компоненты; конкретные адепты могут практиковать все или некоторые из них, в том числе в зависимости от организационных возможностей и от сезона.

### Натуристские пляжи
На натуристском (нудистском) пляже совместно отдыхающие мужчины и женщины, часто с детьми, не носят одежду. Таких пляжей особенно много в Германии, Франции, скандинавских странах, а также на Адриатике.

### Натуристские клубы

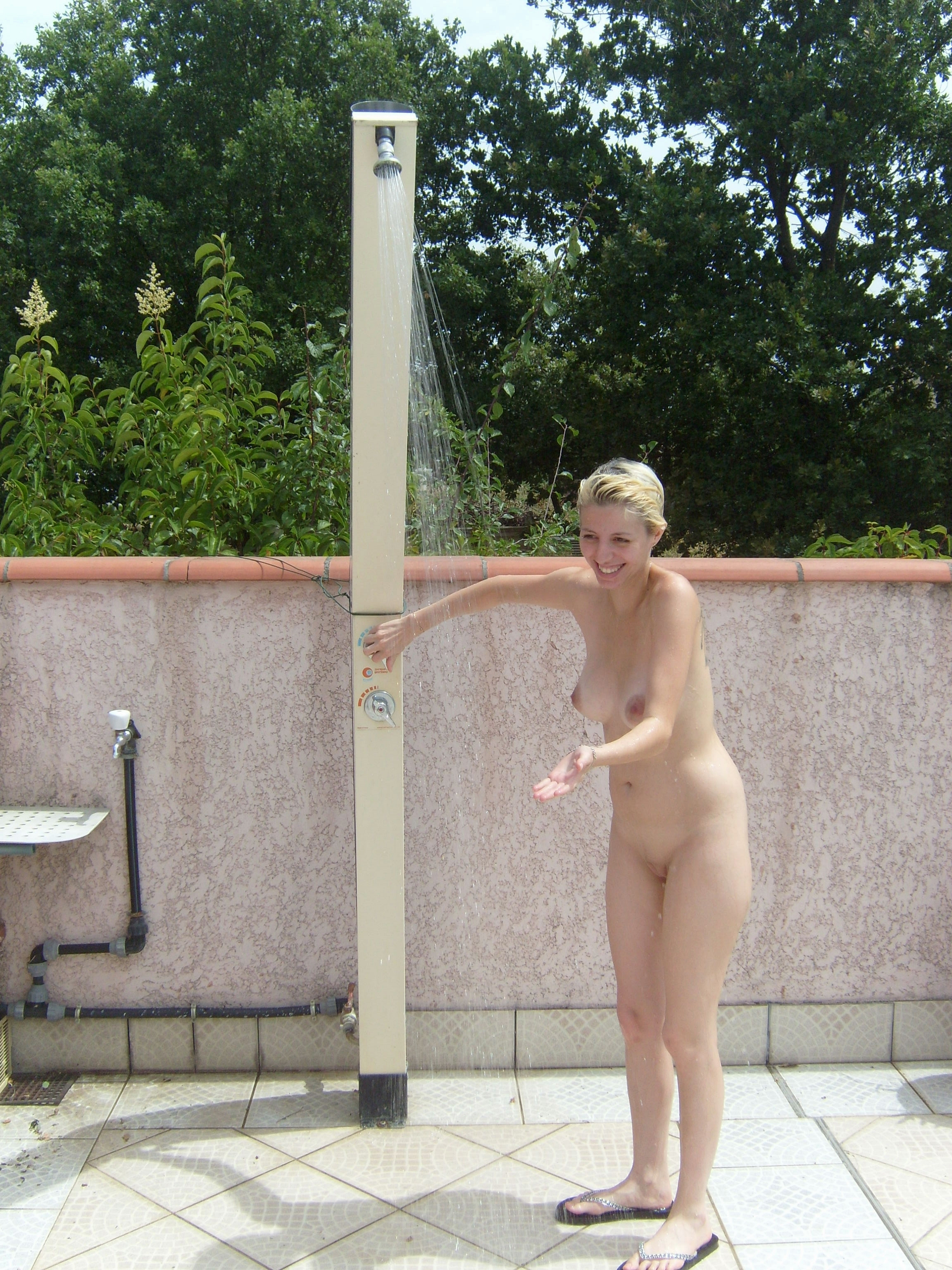
Душ в нудистском клубе

Натуристский клуб обычно представляет собой огороженную территорию, на которой есть возможность гулять, купаться (например, в искусственном озере) и загорать в обнажённом виде, но без посторонних и зевак. На этой территории часто можно арендовать жильё на время отпуска.

### Натуристские сауны и бани
В ряде стран практикуется совместное посещение обнажёнными мужчинами и женщинами саун и бань (под баней здесь понимается разновидность сауны, а не место, куда люди приходят с целью помывки ради гигиены). Как правило, такая сауна предоставляет по одному чисто женскому и чисто мужскому дню в неделю, а остальные дни совместные.

### Занятия спортом голыми
Кроме очевидной возможности поиграть в волейбол и бадминтон на нудистских пляжах, имеются и другие варианты занятия спортом или туризмом в обнажённом виде. Например, организуются пробеги и велопробеги, проложены маршруты для несложных «голых» походов. В бассейнах в ряде стран в определённые дни и часы посетители плавают без купальников.
Периодически в разных местах мира организуются небольшие — до нескольких сотен  полностью раздетых участников — спортивные состязания, условно именуемые голыми Олимпийскими играми.

### Домашний натуризм
В некоторых семьях совместное обнажение, в том числе с детьми любого возраста и пола, является нормой. Это способствует и укреплению семьи, и отсутствию психологических барьеров у подрастающих.

### Нудистские праздники
Существуют праздники, объединённые темой наготы: день нудиста (где-то первое, где-то второе воскресенье июня), день купания без одежды (вторая суббота июля), всемирный день голого садовода (англ. en:World Naked Gardening Day; первая суббота мая), голый день в США (англ. National nude day; 14 июля).

## Медико-психологические аспекты
Современная психиатрия не даёт чёткого ответа на вопрос о степени полезности/вредности участия человека в натуристских мероприятиях, то есть пока нет медицинских оснований ни пропагандировать, ни запрещать такой вид отдыха. Из имеющихся сведений вырисовывается следующая картина.
Нудисты любого возраста и пола — в своём большинстве вполне нормальные и уверенные в себе люди. Они не имеют значимых отклонений ни в общепсихическом, ни конкретно в сексуальном здоровье (в отличие, скажем, от злоупотребляющих просмотром порнографии). Но вовлечённость в натуристскую субкультуру, не вызывая клинических проблем, уменьшает для человека весомость наготы как стимулирующего фактора и количественно снижает его/её потребность в интимных контактах (что может оцениваться и как плюс, и как минус). Утрачивается стремление к случайным связям, так как для сексуального удовлетворения достаточно постоянного партнёра, а смысла во встречах ради дополнительных зрительных впечатлений не остаётся.
Мужчины, имеющие хотя бы минимальный опыт в натуризме, как правило, не испытывают возбуждения лишь от вида обнажённых женщин — необходимы эмоциональный настрой на секс и тактильное взаимодействие.
Посещение нудистского пляжа, нудистской сауны и т. п. детьми и подростками не наносит им вреда и, наоборот, помогает сформировать более спокойное отношение к человеческому телу. Однако ребёнок может ощущать нестандартность ситуации, понимая, что его семья не такая, как большинство, ему может быть неловко рассказывать об этом сверстникам, а те, со своей стороны, могут его высмеивать.
Некоторым натуристам свойственны акцентуации поведения, такие как навязчивая мысль о собственной неординарности, фиксация на сверхценности своих гениталий, нарциссизм, эгоцентризм, лёгкая склонность к эксгибиционизму (далёкая до степени патологии, но тем не менее), афиширование своего стиля жизни. Могут быть характерны демонстративный перфекционизм, экстремальная требовательность к чистоте, танорексия, самоограничение в пищевом поведении (веганство и др.). Всё это не требует обязательной психокоррекции и не создаёт угрозы для других, но может мешать самому человеку, приводя к одиночеству.

## Псевдонатуристские мероприятия
Периодически происходят различные развлекательные или провокационные мероприятия, воспринимающиеся как натуристские из-за участия обнажённых лиц, но имеющие слабое отношение к идее гармонии с природой.

### Обнажение на фестивалях
На некоторых музыкальных фестивалях под открытым небом зрителям разрешается находиться в обнажённом виде и это реально практикуется. Среди таковых Фестиваль в Роскилле (Дания), Burning Man (США) и некоторые другие. Сюда же примыкает участие голых людей в технопарадах.

### Роспись по телу

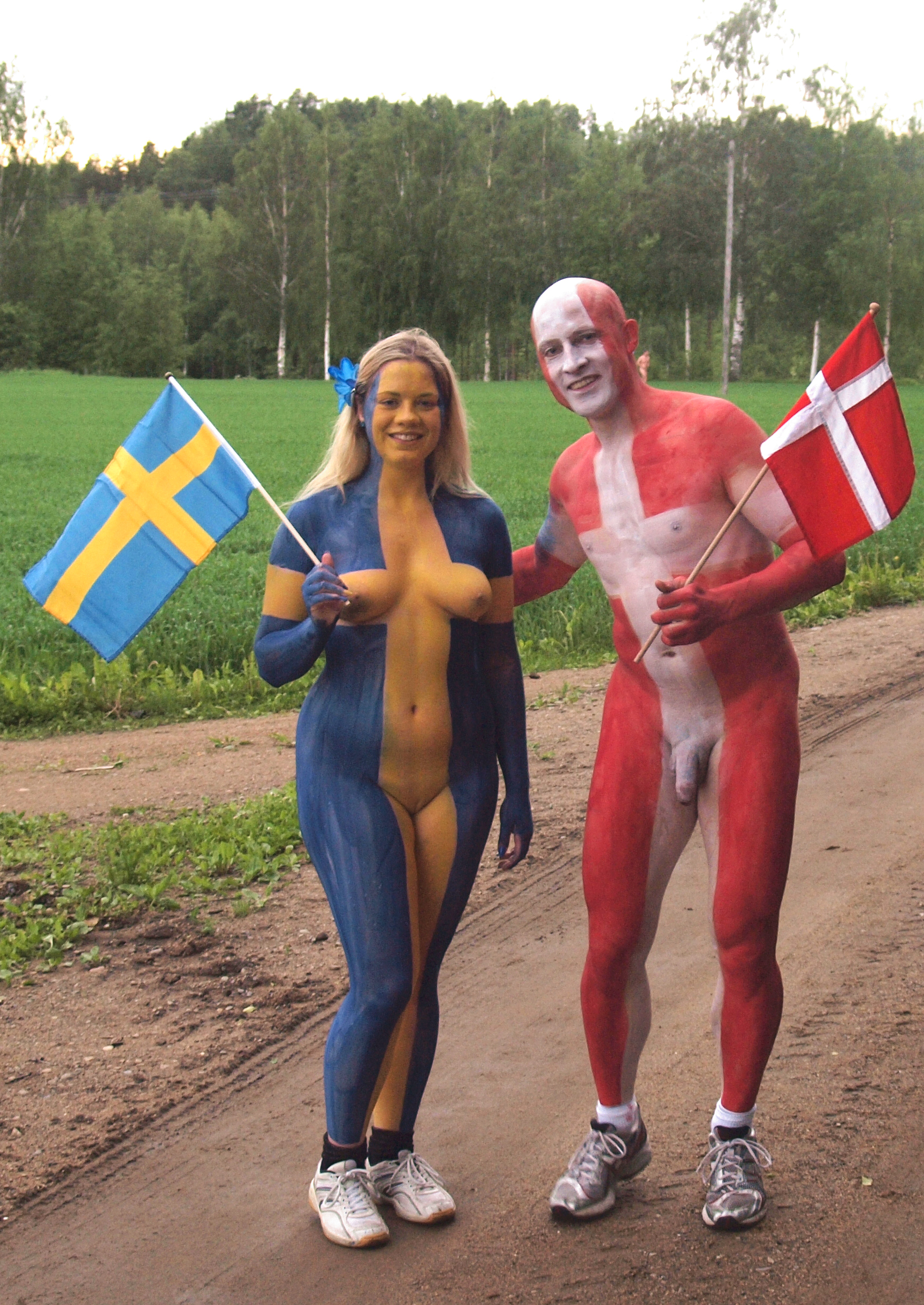
Раскрашенные участники пробежки, Финляндия, 2014 год

Определённую часть, в основном, юных натуристов привлекает возможность быть раскрашенными художниками — так называемый англ. body painting (роспись по телу; иногда используется более широкое понятие боди арт). Устраиваются конкурсы раскрашенных моделей обоих полов, чаще женского. Бывает, что увлечение таким искусством сочетается с другими субкультурами, развлечениями или, скажем, шутейными пробежками.

### Радикальный нудизм
В истории известны случаи, когда идея большей открытости и естественности, декларируемая натуристами, доводилась до абсурда, в том числе в политических целях. Так, в первой половине 1920-х гг. в Советской России существовало движение «Долой стыд», активисты которого появлялись обнажёнными на улицах городов, включая Москву, и в транспорте, что они объясняли желанием целиком и полностью очиститься от гнёта буржуазных догм.

## Натуризм и общество

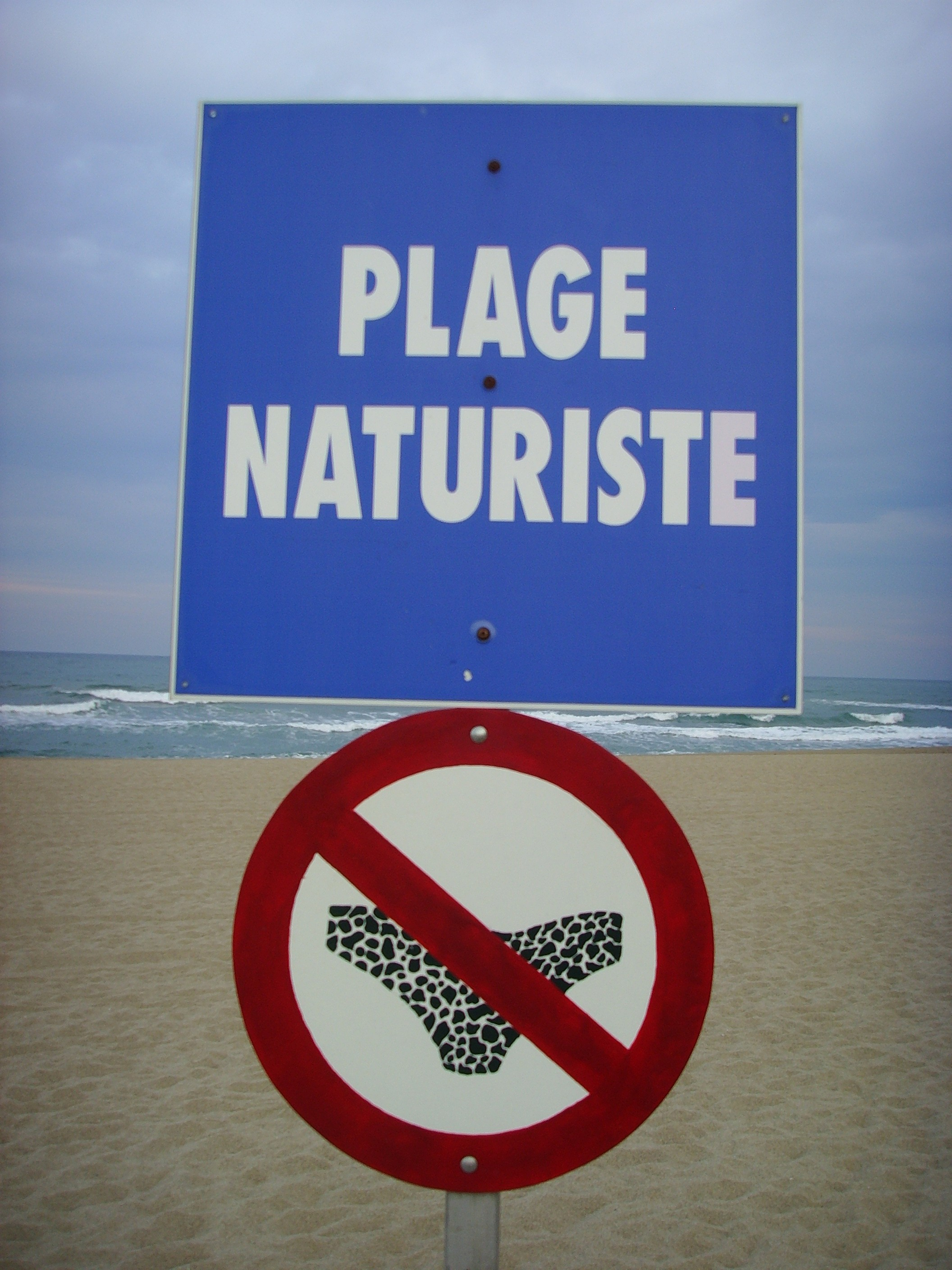
Франция, пляжный знак «Нахождение в одежде запрещено»

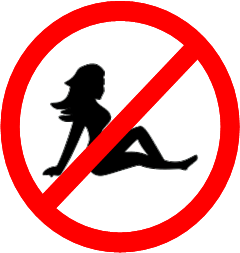
«Нахождение без одежды запрещено»

Изначально натуризм являлся своего рода протестом против пуританских норм морали и был встречен протестами со стороны консервативно настроенных кругов общества, усматривавших в обнажении признаки разврата. Чтобы избежать подобных обвинений, с самого начала натуристского движения были введены достаточно жёсткие ограничения на половые отношения в рамках нудистского отдыха, достаточно строго соблюдаемые.
Дополнительной причиной для беспокойства общества служило то, что нудистский отдых, как правило, носит семейный характер: родители приводят на нудистские пляжи своих детей. Опасения были связаны с возможным развращением малолетних, влекущим их вступление в ранние половые отношения. Однако, на деле имеется противоположный эффект: дети, приобщённые родителями к нудизму, воспринимают наготу как естественное состояние, у них наблюдается не бо́льшее, а ме́ньшее по сравнению с другими детьми любопытство в отношении половых различий и отсутствует склонность к подглядыванию.
Хотя обнажение вне специально отведённых для этого мест может признаваться правонарушением, организация нудистских пляжей и зон отдыха, как правило, допускается законодательством. При таких базах для натуристов и нудистов создаются специальные гостиницы, магазины и бары.